# 民主思路

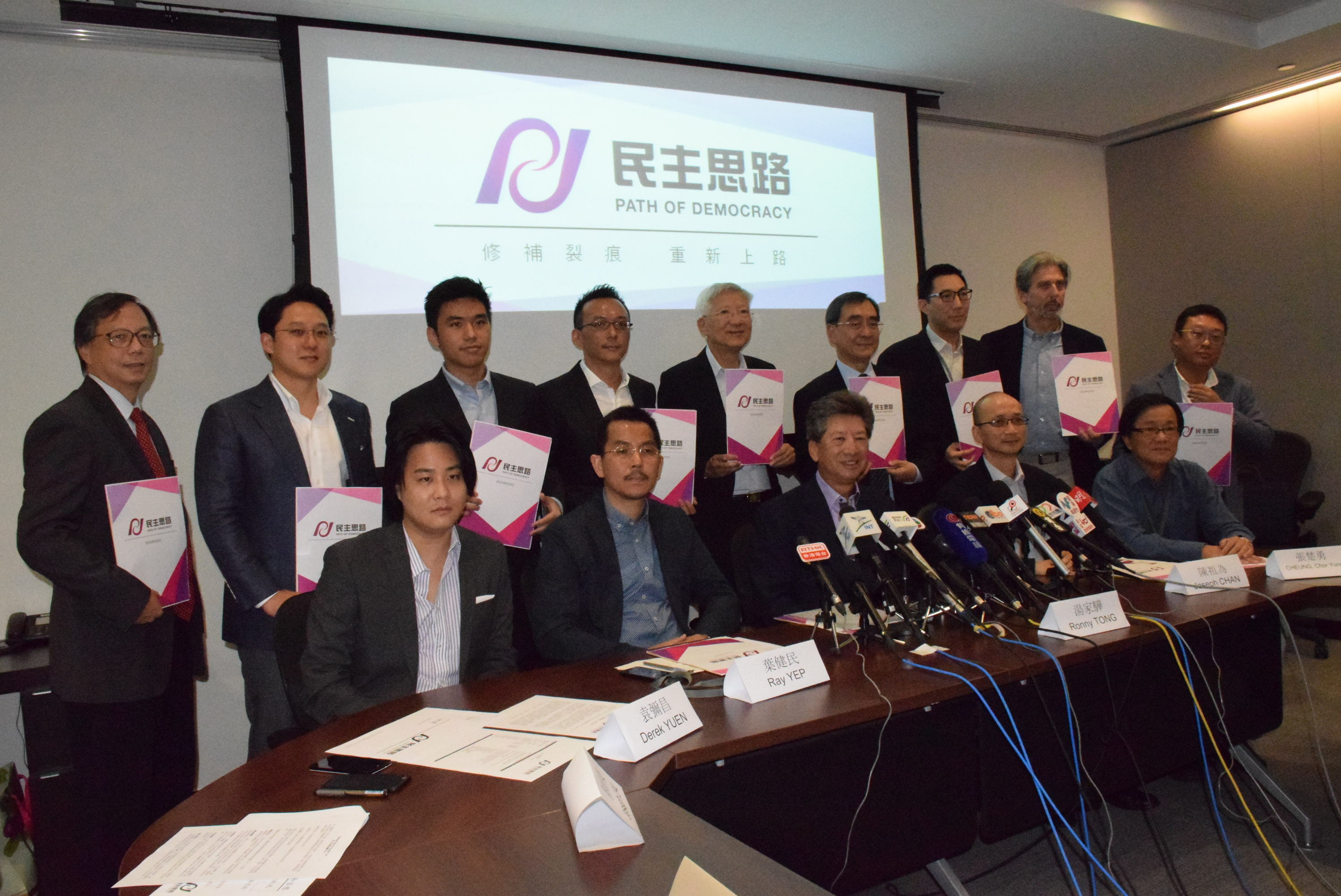
民主思路成立

民主思路（英語：Path of Democracy）是一個香港中間派智庫組織，2015年6月8日成立，是由前公民黨成員湯家驊創辦。
民主思路認為民主發展需以溫和的態度，與中央政府進行互信的溝通，並在一國兩制、港人治港、高度自治的大原則下，爭取民主發展的最大空間。

## 願景及宗旨
以在一國兩制下「建立民主、發展善治」為目標， 希望在「推動民主人權、提高管治質素、促進社會公平、改善中港關係、以至維持可持續發展」等環節上尋求突破。民主思路欲在全面對抗的二元對立外開拓一條新的路線，為香港爭取一套符合港人期望的民主制度。
民主思路的目標為：
- 凝聚社會上大多數的民主派支持者；
- 以進取的方式，推動溫和路線，在社會開拓新的政治空間；
- 設定議題，建立有系統的論述；
- 透過研究、對話、互動，與各持份者共同確立特區政治、社會、經濟、文化的新思維。

## 工作

### 「一國兩制」指數
2017年8月開始，民主思路每半年發表「一國兩制」指數，參考民意調查、國際性的人權、自由及民主指數，作為量度「一國兩制」是否在香港成功實踐的一個氣壓計；並另設「一國兩制」輿情指數，從本地報章搜集1998年至今十萬多篇報導，以大數據透視大眾傳媒對「一國兩制」的感受及意見。

### 香港政治及行政學苑
2017年，民主思路創立香港政治及行政學苑，透過建立一個跨越界別和政治光譜的平台，並配合有系統的專業培訓，逐步提升香港新一代從政者的水平。學苑和香港大學專業進修學院合作，推出由不同光譜的治領袖及領域專家任教，以培訓年輕人成為具質素的未來政治領袖為目標的學術課程。

### 與領袖共晉午餐
每月舉辦「與領袖共晉午餐」系列午餐演講，邀請政府官員、駐港外交人員和其他社會領袖作演說，包括董建華、陳茂波、鄭若驊、彭朗寧、黃遠輝等，藉以連繫本地國際社群和向他們提供資訊為目標，增加不同群組間的交流互動。 

### 竹石台
2021年創立《竹石台》，取名自詩人鄭板橋《竹石》詩: 咬定青山不放鬆，立根原在破岩中。千磨萬擊還堅勁，任爾東西南北風。

### 社區實驗室
2018年成立，成員以義務工作為主，在活動中協助不同社區以參與式民主訂立地區政策，並參與各區民政署的地區諮詢組織。

### 其他研究出版
- 《2047後之願景》 （開展中）
- 《為香港・解憂——真相與和解委員會建議書》
- 《檔案法及公開資料制度意見書》
- 《民主思路就增闢發展與住宅用地之意見》
- 《新時期香港政治文化研究報告》
- 《民主思路意見調查2015》
- 《活出香港──民主思路文集》

## 歷史
2015年6月8日，在立法會表決政改方案前，湯家驊牽頭成立新智庫及議政平台「民主思路」。他在記者會上預告，即使政改將被否決，也希望致力在現時建制與泛民雙方撕裂下，提供一條新出路給港人選擇，重建泛民與中央關係，爭取港人期望的一套民主制度。民主思路成員大多屬中間派。

### 湯家驊退出公民黨
2015年6月18日，28名泛民主派議員，包括湯家驊，投票反對政改方案，由於33名建制派議員在表決前離場，方案被大比數否決。湯在發言時指「今天所有人都是輸家」，並一度哽咽。他批評泛民沒有政治智慧，認為他們即使反對政改，也不應過早強硬表明否決，否則會令中央失去談判的動力。湯亦批評負責推銷政改的時任政務司司長林鄭月娥同樣欠缺政治智慧，批評她及特區政府拒絕與泛民合作及溝通。
2015年6月22日，湯家驊宣布退出公民黨及辭任議員。他指出自2009年底，開始察覺公民黨所走的路線，與當日創黨的理念日漸偏離。他原一直期待公民黨可吸納更多政治傾向較為中立的港人，成為與中央建立關係較為正面的首個民主派政黨。湯又表示將會集中處理他一手成立的智庫民主思路的事務，希望能為一國兩制找到出路，同時修補社會裂縫，並培養有質素的年青人議政。退黨前，他被視作黨內的溫和民主派核心人士，早於2010年他反對梁家傑和余若薇領導參與黃毓民推動的五區公投，亦是唯一拒絕參與佔領中環及雨傘革命的泛民主派議員。

### 2016年香港立法會選舉

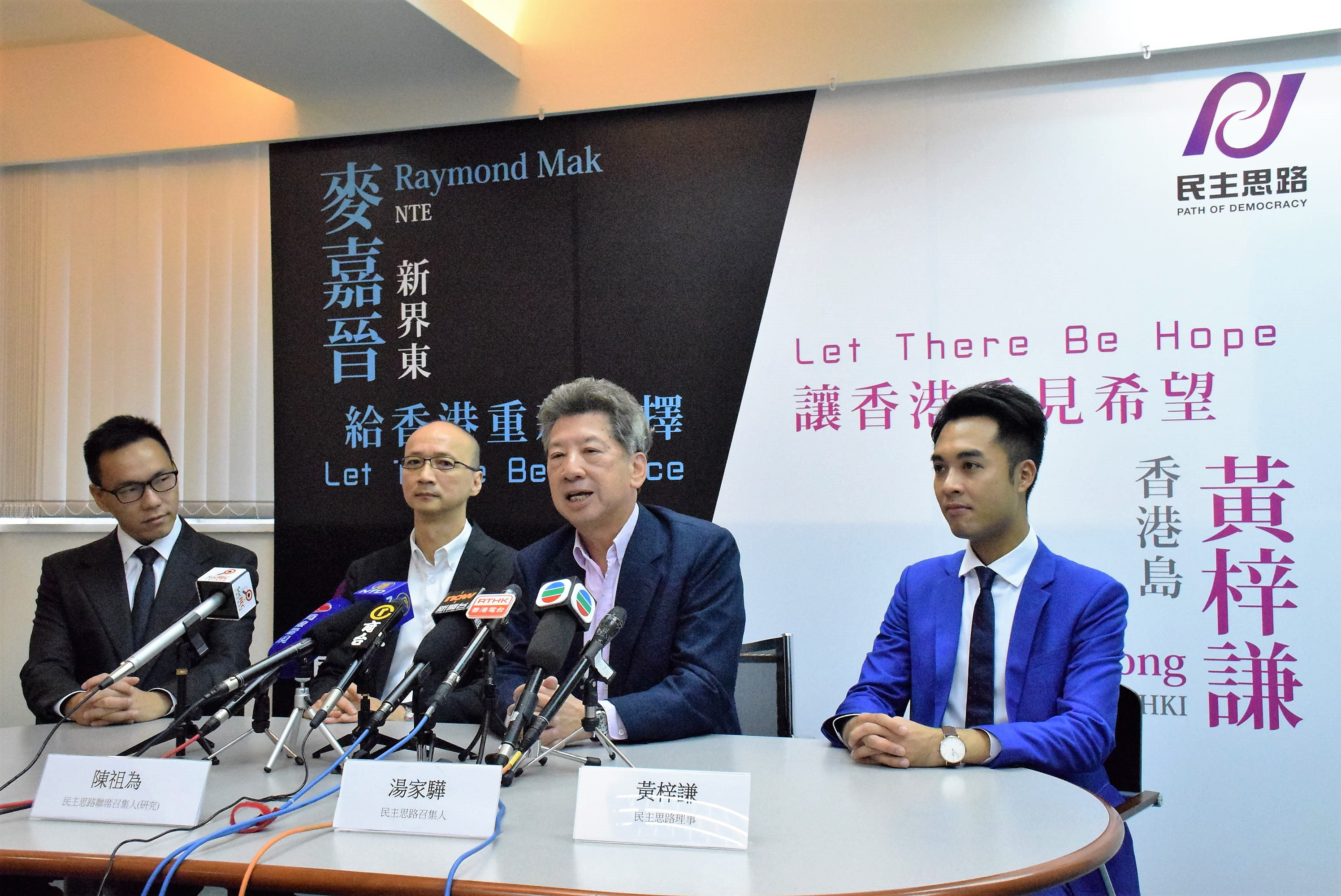
民主思路公佈立法會選舉候選人。

民主思路於2016年香港立法會選舉派出2位參選代表，黃梓謙出戰香港島，麥嘉晉出戰新界東，以「讓香港重新選擇，讓香港重見希望」為選舉口號，並表明反對特首梁振英連任，並主張重啟政改。結果兩候選人均告落敗，但得票不俗，分別獲得10,028票及8,084票。學者葉健民及張楚勇認為民主思路由研究走向議政，於選舉前後退出。

### 2017年香港特首選舉
湯家驊曾於2016年香港選舉委員會界別分組選舉中在法律界參選，不過落選。之後湯家驊在不少場合或文章上支持林鄭月娥，成員李律仁和劉培榮加入林鄭月娥的競選團隊中，總幹事袁彌昌則加入另一名候選人曾俊華的競選團隊。林鄭月娥在勝出特首選舉後委任湯家驊為行政會議成員，馮海容為商務及經濟發展局政治助理，其後學者陳祖為宣佈退出民主思路。

### 拜會港澳辦
2018年3月，民主思路相隔2年再度訪京，到訪港澳辦獲主任張曉明和副主任馮巍接見。湯家驊與張曉明單獨會面2小時，二人又到北京玉淵潭公園欣賞初開的櫻花，形容「很特別、很浪漫和有戲劇性」。會面時雙方在一國兩制、選舉權利和國家尊重等議題上曾有爭拗，湯家驊認為一國兩制下，毋須擁護或效忠共產黨，才有選舉權及發言權。張曉明則認為共產黨在中國執政及在憲法授權，要尊重政治事實，如不接受共產黨即不接受一國，亦即不接受一國兩制，若不接受一國兩制的話，則不用參選。
完成訪京後港澳辦發稿稱對民主思路在基本政治立場以及在重大問題上理性、專業、務實的取態表示讚賞，對其「致力培養更多有香港情懷、國家觀念和國際視野的青年政治人才」表示肯定和支持，其高調讚賞被認為是中央樂於與溫和民主派和中間派溝通，及對民主思路以溫和方式推動民主表示認同。

### 再訪港澳辦
2019年5月，民主思路理事會和香港政治及行政學苑學員上京，再次拜訪港澳辦獲張曉明接見。會上，張曉明主動談及香港修訂《逃犯條例》一事，指修例是「合適、合理、合法」，強調中央會依法處理移交申請，喻港人不用過份擔憂。民主思路反映近年香港有政治爭拗，突顯港人對國家制度，特別是司法制度有保留，甚至有質疑和不信任，期望中央能下功夫，增加信心港人的信心。而最新一國兩制指數首次出現下降，希望中央關注港人和國際對一國兩制的負面看法，並多作解釋，證明一國兩制是可行；以及與一國兩制下建立民主的政黨對話和溝通，創造重啟政改的有利條件及對人大8.31決定的優化方案。
會後港澳辦發稿，指張曉明充分肯定民主思路「秉持理性、專業、務實的宗旨，在推進一國兩制研究、發表有積極社會影響的言論觀點以及培養香港青年政治人才等方面所作的努力」。訪京團亦拜訪了全國人大憲法及法律事務委員會、全國港澳研究會、國家發改委等機構。

### 反修例風波
在反修例運動期間，身為行政會議成員的湯家驊為政府肩負起法律解說的工作。隨著運動發酵，有報道指行政會議內意見分歧，召集人陳智思與湯家驊不反對擱置修例。當政府正式暫緩修例，湯家驊承認「社會公義輸了給政治」，呼籲政府與反對修例者對話，尋找可接受的中間方案。
麥嘉晉、黃梓謙及宋恩榮先後退出民主思路。麥、黃明言堅持中間路線，惟認為組織成為眾矢之的。宋則指不少朋友離去，難以履行其目標。潘學智及龍家麟接任聯席召集人，並倡議成立「真相與和解委員會」，具獨立調查及建議特赦的權力，修補社會衝突。

### 2019年香港區議會選舉
民主思路曾計劃於2019年香港區議會選舉派出六名社區幹事出戰，包括陳進雄、姚潔凝、黃頴灝、李彥儀、李啟雄和白俊達。

### 2021年香港選舉委員會界別分組選舉
民主思路於2021年香港選舉委員會界別分組選舉派出2位在法律界參選，召集人湯家驊大律師與麥慶歡大律師當選。

### 2021年香港立法會選舉
民主思路於2021年香港立法會選舉派出2位參選代表，陳進雄出戰九龍東，黃頴灝出戰新界東北，最終兩人未能當選。

### 2023年香港區議會選舉
民主思路於2023年香港區議會選舉派出1位參選代表，葉浚生出選離島選區，所得票數為2,118票。

### 2023年香港區議會
民主思路聯席召集人（內務及地區事務）黃頴灝獲委任為第七屆元朗區區議員。

## 架構

### 榮譽顧問
- 盛智文
- 施永青
- 翟紹唐

### 理事會
- 召集人：湯家驊
- 聯席召集人（硏究）：潘學智
- 聯席召集人（國際）：龍家麟
- 聯席召集人（內務及地區事務）：黃頴灝
- 陳之望
- 朴完基
- 黃志雄
- 陳進雄
- 麥慶歡
- 朱柏陵

### 會員及「同行者」
民主思路接受認同理性實幹路線、支持「一國兩制」有效落實的支持者成為會員，參與民主思路的不同工作，包括政策硏究及倡議、社會參與、傳媒關係、市場及品牌推廣。獲接納的會員亦經常以其他個人身份積極服務社會。

## 已退出成員
- 司馬文（前：理事；退出：2016年1月）[19]
- 陳永政（前：理事）
- 張楚勇（前：秘書長；退出：2017年2月）
- 葉健民（前：聯席召集人；退出：2017年2月）[20]
- 陳祖為（前：聯席召集人；退出：2017年8月）[21][22]
- 賴卓彬（前：聯席召集人；退出：2017年8月）
- 劉培榮（前：聯席召集人；退出：2017年12月）
- 袁彌昌（前：總幹事；退出：2017年12月）
- 許楨（前：理事；退出：2018年5月）
- 麥嘉晉（前：聯席召集人；退出：2019年6月）
- 馮海容（退出：2019年6月）
- 黃梓謙（前：聯席召集人；退出：2019年7月）
- 宋恩榮（前：聯席召集人；退出：2019年8月）[23]
- 宋陳寶蓮（前：理事、秘書長；退出：2019年8月）

## 外部連結
- 民主思路官方網頁（页面存档备份，存于）
- 民主思路faceook專頁（页面存档备份，存于）